# Acaenosquilla latifrons
Acaenosquilla latifrons is een bidsprinkhaankreeftensoort uit de familie van de Tetrasquillidae. De wetenschappelijke naam van de soort is voor het eerst geldig gepubliceerd in 1844 door de Haan.